# Alessio II Comneno
Alessio II Comneno (in greco medievale: Αλέξιος Β' Κομνηνός, Alexios II Komnēnos; Costantinopoli, 14 settembre 1169 – Costantinopoli, settembre 1183) è stato basileus dei romei dal 24 settembre 1180 fino alla sua morte, ad appena 14 anni.
Era figlio di Manuele I Comneno e della di lui seconda moglie Maria d'Antiochia (1145 – 1182).
Durante il suo regno non sembra che fossero state coniate delle monete. 

## Nascita
Come consuetudine, all'ottavo giorno dopo la nascita, il padre del neonato offrì magnifici festeggiamenti per la nascita del figlio, al quale era stato imposto il nome di Alessio, come il bisnonno, e il 24 marzo del 1171 Alessio fu nominato erede e incoronato coimperatore nella chiesa della Vergine alle Blacherne. Ciò comportava la perdita dei diritti ereditari della sorellastra Maria e, di conseguenza, la sua separazione dal figlio del re ungherese. Molto presto l'imperatore pensò di procurare una fidanzata all'unico figlio maschio e, in un'ottica tesa ad isolare il suo grande nemico, il Barbarossa, nel marzo del 1180 Alessio fu promesso sposo ad Agnese, figlia del re di Francia Luigi VII di Francia. Pochi mesi dopo, il 24 settembre, Manuele morì.

## La reggenza di Maria

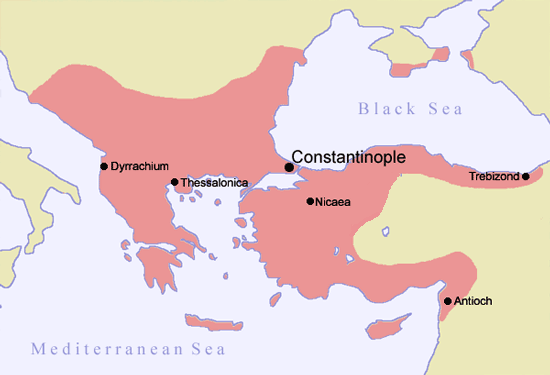
L'impero bizantino quando Alessio II Comneno divenne imperatore (1180).

Quando Manuele I Comneno morì, Alessio II aveva undici anni e solo al compimento del sedicesimo anno egli avrebbe potuto gestire il potere. Fu così assoggettato al Consiglio di reggenza, dominato dall'imperatrice madre, Maria d'Antiochia, e dal suo amante, il protosebasto Alessio.
Ad approfittare della debole situazione dell'imperatore bambino fu il mai domo cugino di Manuele I, Andronico I Comneno, il quale, dalla sua residenza nel Ponto, che era stato mandato a governare proprio da Manuele I Comneno, cominciò a inviare messaggi nella capitale per presentarsi come salvatore dell'Impero bizantino dal gruppo dei Latini e da tutti coloro che desiderava portarlo alla distruzione, oltre che come protettore del giovane basileus contro chi voleva usarlo per i propri scopi. Cominciò quindi a muoversi in direzione di Costantinopoli, sicuro dell'appoggio popolare.
La Paflagonia ben prestò passò dalla sua parte, mentre nella capitale Andronico trovò subito un potente alleato nella persona della kaisarissa Maria Porfirogenita, sorellastra dell'imperatore, esclusa dalla successione con la nascita del piccolo Alessio ed ora anche dal consiglio di reggenza. Assieme a lei era il marito, il cesare Ranieri del Monferrato. Costoro risposero agli appelli del ribelle Andronico e, sempre atteggiandosi a salvatori del basileus, tentarono una congiura ai danni del Protosebasto. I piani vennero scoperti e la congiura fallì: Maria, Ranieri e i loro fidi dovettero cercare scampo nella basilica di Santa Sofia, da dove lanciarono appelli alla rivolta.
La ribellione popolare scoppiò veramente e, vista l'impossibilità di pervenire ad una risoluzione pacifica, il Protosebasto, nel maggio del 1181, lanciò l'attacco. Si combatté edificio per edificio, finanche sulle soglie della Chiesa grande, ma alla fine gli Imperiali prevalsero. Al fine di evitare ulteriori orrori in Santa Sofia, già profanata, il patriarca Teodosio si propose allora come arbitro, ottenendo così che Maria e Ranieri potessero uscire dalla chiesa in sicurezza ed essere graziati. Tali notizie ovviamente non potevano che rallegrare Andronico Comneno nella sua avanzata verso Costantinopoli: alla notizia delle tensioni esplose in città e della contrapposizione tra il Protosebasto ed il Patriarca, egli decise di accelerare la marcia.
Da Costantinopoli venne inviato contro di lui un esercito, comandato da Andronico Angelo, ma costui si fece battere a Charax, in Bitinia.
Temendo per la propria vita, Angelo passerà in seguito dalla parte di Andronico, che intanto si accampò nei pressi di Calcedonia, di fronte a Costantinopoli. Il protosebasto Alessio decise a questo punto di attaccare il nemico con la flotta, ma l'ammiraglio Andronico Contostefano passò, armi e navi, dalla parte dei ribelli. Il pretendente Andronico, che ora poteva dire di aver davvero vinto, da Calcedonia si preparò dunque la strada per il Palazzo imperiale.

Aquila imperiale bizantina.

Sconfitto, il protosebasto Alessio venne arrestato ed imprigionato per esser poi accecato, mentre la popolazione urbana, ben fomentata ed appoggiata da mercenari paflagoni, si scatenava contro tutti i Latini presenti nella città - soprattutto nei quartieri abitati da Pisani e Genovesi - accusati d'essere la rovina del popolo e d'appoggiare il regime dell'imperatrice madre e del Protosebasto. Ora Andronico Comneno poteva finalmente entrare nella città.
L'imperatore bambino Alessio II, la piccola imperatrice Agnese e l'imperatrice madre Maria d'Antiochia vennero trasferiti dal Palazzo Imperiale in un luogo più sicuro e guardati a vista. Nessuno poteva più incontrare i sovrani. Al contempo Andronico si sbarazzò dei cesari Maria e Ranieri, temendo che potessero complottare anche contro di lui.
La situazione per il vittorioso Andronico era tutt'altro che tranquilla. Qilij Arslan II d'Iconio, «saputo che era passato nell'Ade colui che egli temeva come un masso incombente sulla sua testa», dice Niceta Coniate, era all'attacco, e all'interno delle frontiere molti non accettarono il rivolgimento nella capitale, principalmente il Grande Domestico Giovanni Comneno Vataze, comandante delle armate imperiali, il quale si ribellò a sua volta insediandosi a Philadelphia. L'esercito inviatogli contro venne battuto, ma la morte del Gran Domestico risolse la rivolta a favore di Andronico.
Intanto costui, pur impadronendosi delle leve del potere, desiderava porsi come campione della legittimità imperiale e a maggio del 1182 fece nuovamente incoronare il piccolo Alessio II a Santa Sofia. Inoltre, al fine di liberarsi dell'ultimo ostacolo alla sua corsa al potere supremo, allontanò Maria d'Antiochia dal figlio e cominciò contro di lei una campagna persecutoria, accusandola presso il popolo di voler sottomettere l'Impero ai propri voleri. Questo fu il pretesto che permise ad Andronico di far imprigionare l'Imperatrice madre con l'accusa di alto tradimento e di farla condannare a morte da giudici. La condanna venne persino fatta controfirmare dall'Imperatore suo figlio. Ad Andronico I Comneno toccò cambiare l'originaria squadra d'esecutori, poiché ci fu chi si rifiutò di portare a termine l'assassinio, ma alla fine, nel settembre 1182, l'esecuzione di Maria ebbe luogo.

## Reggenza di Andronico
Uccisa l'Imperatrice madre la strada di Andronico Comneno era finalmente spianata. Tra l'altro la notizia giunse anche molto lontano e il viaggiatore arabo-spagnolo Ibn Jubayr racconta, nella sua Rihla ("Viaggio"), di come il sovrano di Costantinopoli fosse morto, gli fosse succeduto un ragazzino assistito dalla madre, e di come il cugino usurpatore avesse ucciso la madre ed imprigionato il ragazzo. Contro Andronico, Contostefano armò una congiura che venne scoperta e duramente punita: alcuni vennero soppressi, altri fuggirono, ed ai quattro figli vennero cavati gli occhi, secondo la poco simpatica abitudine di Andronico I Comneno. Nella primavera del 1183 toccò alla kaisarissa Maria e al cesare Ranieri, avvelenati entrambi.
Di fronte a tali eventi il patriarca stesso, Teodosio Boradiota, preferì ritirarsi a vita privata. Restava un solo passo da fare: all'inizio del settembre del 1183 gente a lui fedele fece in modo che Andronico venisse acclamato Imperatore per le vie della capitale, ed Alessio II fu tratto fuori dal palazzo affinché lo pregasse di regnare con lui. L'incoronazione avvenne a Santa Sofia: il nome del nuovo sovrano, Andronico I Comneno, venne pronunciato prima del nome dell'autocratore legittimo, Alessio II, il quale aveva firmato la sua condanna a morte: non era più necessario, ormai. Pochi giorni dopo infatti, il giovane sovrano fu strangolato mediante una corda d'arco, il suo cadavere oltraggiato, decapitato e buttato in mare chiuso in un vaso.

## Altro
Indubbiamente l'efferato delitto fece scalpore e contro Andronico I Comneno montarono molte congiure, alcune delle quali capitanate da giovani che si presentavano come Alessio II, sostenendo d'essersi sottratti alla morte grazie alla pietà dei carnefici. Tra i più famosi il primo fu, ancora sotto Andronico I, un Alessio II comparso alla corte siciliana di Guglielmo II, e fu uno dei pretesti per l'attacco normanno all'Impero. Il secondo comparve nel 1191 sotto Isacco II Angelo e diede molto filo da torcere alle armate imperiali. Appoggiato dal sultano d'Iconio era, a detta degli osservatori, identico al vero Alessio, cavalcava bene come lui, come lui era biondo, prestante e un po' balbuziente. Venne ucciso a tradimento nel sonno, e questo fece tirare a molti un sospiro di sollievo, a corte.

## Ascendenza
|                      |                          |                             | Genitori                    |  |  | Nonni |  |  | Bisnonni          |  |  | Trisnonni        |  |
|                      |                          |                             |                             |  |  |       |  |  | Alessio I Comneno |  |  | Giovanni Comneno |  |
|                      |                          |                             |                             |  |  |       |  |  | Alessio I Comneno |  |  | Giovanni Comneno |  |
|                      |                          | Anna Dalassena              |                             |  |  |       |  |  | Alessio I Comneno |  |  |                  |  |
| Giovanni II Comneno  |                          |                             |                             |  |  |       |  |  | Alessio I Comneno |  |  |                  |  |
|                      |                          | Irene Ducaena               | Andronico Ducas             |  |  |       |  |  |                   |  |  |                  |  |
|                      |                          | Irene Ducaena               | Andronico Ducas             |  |  |       |  |  |                   |  |  |                  |  |
|                      |                          | Irene Ducaena               | Maria di Bulgaria           |  |  |       |  |  |                   |  |  |                  |  |
| Manuele I Comneno    |                          | Irene Ducaena               |                             |  |  |       |  |  |                   |  |  |                  |  |
|                      |                          | Ladislao I d'Ungheria       | Béla I d'Ungheria           |  |  |       |  |  |                   |  |  |                  |  |
|                      |                          | Ladislao I d'Ungheria       | Béla I d'Ungheria           |  |  |       |  |  |                   |  |  |                  |  |
|                      |                          | Ladislao I d'Ungheria       | Richeza di Polonia          |  |  |       |  |  |                   |  |  |                  |  |
| Piroska d'Ungheria   |                          | Ladislao I d'Ungheria       |                             |  |  |       |  |  |                   |  |  |                  |  |
|                      |                          | Adelaide di Rheinfelden     | Rodolfo di Svevia           |  |  |       |  |  |                   |  |  |                  |  |
|                      |                          | Adelaide di Rheinfelden     | Rodolfo di Svevia           |  |  |       |  |  |                   |  |  |                  |  |
|                      |                          | Adelaide di Rheinfelden     | Adelaide di Savoia          |  |  |       |  |  |                   |  |  |                  |  |
| Manuele I Comneno    |                          | Adelaide di Rheinfelden     |                             |  |  |       |  |  |                   |  |  |                  |  |
|                      | Guglielmo IX d'Aquitania | Guglielmo VIII di Aquitania |                             |  |  |       |  |  |                   |  |  |                  |  |
|                      | Guglielmo IX d'Aquitania | Guglielmo VIII di Aquitania |                             |  |  |       |  |  |                   |  |  |                  |  |
|                      | Guglielmo IX d'Aquitania | Ildegarda di Borgogna       |                             |  |  |       |  |  |                   |  |  |                  |  |
| Raimondo di Poitiers | Guglielmo IX d'Aquitania |                             |                             |  |  |       |  |  |                   |  |  |                  |  |
|                      |                          | Filippa di Tolosa           | Guglielmo IV di Tolosa      |  |  |       |  |  |                   |  |  |                  |  |
|                      |                          | Filippa di Tolosa           | Guglielmo IV di Tolosa      |  |  |       |  |  |                   |  |  |                  |  |
|                      |                          | Filippa di Tolosa           | Emma di Mortain             |  |  |       |  |  |                   |  |  |                  |  |
| Maria d'Antiochia    |                          | Filippa di Tolosa           |                             |  |  |       |  |  |                   |  |  |                  |  |
|                      |                          | Boemondo II d'Antiochia     | Boemondo I d'Antiochia      |  |  |       |  |  |                   |  |  |                  |  |
|                      |                          | Boemondo II d'Antiochia     | Boemondo I d'Antiochia      |  |  |       |  |  |                   |  |  |                  |  |
|                      |                          | Boemondo II d'Antiochia     | Costanza di Francia         |  |  |       |  |  |                   |  |  |                  |  |
| Costanza d'Antiochia |                          | Boemondo II d'Antiochia     |                             |  |  |       |  |  |                   |  |  |                  |  |
|                      |                          | Alice di Antiochia          | Baldovino II di Gerusalemme |  |  |       |  |  |                   |  |  |                  |  |
|                      |                          | Alice di Antiochia          | Baldovino II di Gerusalemme |  |  |       |  |  |                   |  |  |                  |  |
|                      |                          | Alice di Antiochia          | Morfia di Melitene          |  |  |       |  |  |                   |  |  |                  |  |
|                      |                          | Alice di Antiochia          |                             |  |  |       |  |  |                   |  |  |                  |  |